# Martin Keller

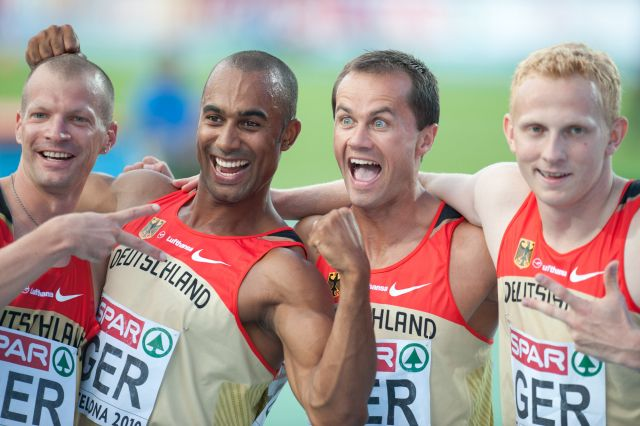
Martin Keller (à droite) avec ses coéquipiers du relais 4 × 100 m lors des Championnats d'Europe 2010.

Martin Keller (né le 26 septembre 1986 à Rochlitz, près de Karl-Marx-Stadt, devenue Chemnitz) est un athlète allemand, spécialiste du sprint.
Il a réalisé sur 100 m 10 s 23 (+1,70) à Zeulenroda en juin 2008, porté à 10 s 19 à Ulm début juillet 2013.

## Biographie
Le 15 août 2009, lors des Championnats du monde d'athlétisme 2009 de Berlin, il terminera 7e de son quart de finale en 10 s 40 (-0,7 m/s) derrière notamment Dwain Chambers, Richard Thompson et Martial Mbandjock, qualifiés pour les demi-finales.
Le 1er août, lors des Championnats d'Europe d'athlétisme 2010, il contribue comme dernier relayeur (avec Tobias Unger, Marius Broening et Alexander Kosenkow) au gain de la médaille de bronze du relais 4 × 100 m allemand, en 38 s 44, derrière l'équipe française et italienne.
Le 2 août 2013, lors de tests de sélection allemands en vue des championnats du monde à Moscou, il améliore son record en 10 s 07, un seul centième de seconde devant son compatriote Julian Reus, à Weinheim. C'est le second meilleur temps allemand.
Le même jour il établit une meilleure performance européenne du relais 4 x 100 m, avec l'équipe DLV 1 composée de Lucas Jakubczyk, Sven Knipphals, Julian Reus et Martin Keller en 38 s 13, en battant notamment le Canada, 38 s 61.